# L'Agent des ombres
L'Agent des ombres est une série de romans de fantasy. Le cycle principal, écrit par Michel Robert, est centré sur le personnage de Cellendhyll de Cortavar ; un cycle secondaire écrit par Rodolphe Vanhoorde se focalise sur le personnage d’Estrée d’Eodh, qui apparaît dans le cycle principal.

## SérieL'Agent des ombres

### Saison 1
1. L'Ange du chaos, Mnémos, 2004  (ISBN 978-2-915-15926-4)Réédition, Pocket, coll. « Science-fiction » no 5945, 2008 (ISBN 978-2-266-17413-8)
2. Cœur de Loki, Mnémos, 2005  (ISBN 978-2-915-15949-3)Réédition, Pocket, coll. « Science-fiction » no 5944, 2008 (ISBN 978-2-266-17414-5)
3. Sang-pitié, Mnémos, 2006  (ISBN 978-2-915-15984-4)Réédition, Pocket, coll. « Science-fiction » no 7009, 2009 (ISBN 978-2-266-19257-6)
4. Hors-destin, Mnémos, 2007  (ISBN 978-2-915-15976-9)Réédition, Pocket, coll. « Science-fiction » no 7014, 2009 (ISBN 978-2-266-19275-0)
5. Belle de mort, Mnémos, 2007  (ISBN 978-2-354-08013-6)Réédition, Pocket, coll. « Science-fiction » no 7015, 2010 (ISBN 978-2-266-19276-7)

### Saison 2
1. Guerrier des lunes, Fleuve noir, 2011 (ISBN 978-2-265-09166-5)Réédition, Pocket, coll. « Science-fiction » no 7095, 2013 (ISBN 978-2-266-22055-2)
2. Chiens de guerre, Fleuve noir, 2012  (ISBN 978-2-265-09690-5)Réédition, Pocket, coll. « Science-fiction » no 7146, 2014 (ISBN 978-2-266-24247-9)
3. Ange et Loki, Fleuve noir, 2013  (ISBN 978-2-265-09762-9)Réédition, Pocket, coll. « Science-fiction » no 7157, 2016 (ISBN 978-2-266-24258-5)
4. Ruisseaux de sang, Fleuve, 2016  (ISBN 978-2-265-09919-7)Réédition, Pocket, coll. « Science-fiction » no 17061, 2017 (ISBN 978-2-266-27955-0)
5. Destin brisé, Fleuve, 2023  (ISBN 978-2-265-14432-3)Réédition, Pocket, coll. « Science-fiction » no 7309, 2024 (ISBN 978-2-266-31643-9)

### Intégrales
1. L'Ange du chaos - Tomes 1 à 3, Pocket, coll. « Science-fiction » no 7290, 2020  (ISBN 978-2-266-30726-0)
2. L'Ange du chaos - Tomes 4 et 5, Pocket, coll. « Science-fiction » no 7299, 2021  (ISBN 978-2-266-30799-4)

### Série dérivéeL'Héritière du chaos
Cette série est écrite par Rodolphe Vanhoorde.
1. L'Héritière du chaos, Fleuve, 2019  (ISBN 978-2-265-11842-3)Réédition, Pocket, coll. « Science-fiction » no 7295, 2020 (ISBN 978-2-266-30742-0)
2. Les Mille Lames, Fleuve, 2021  (ISBN 978-2-265-15488-9)Réédition, Pocket, coll. « Science-fiction » no 7310, 2023 (ISBN 978-2-266-31644-6)

## Présentation
Dans cette série, on suit le parcours chaotique de Cellendhyll de Cortavar au destin mouvementé et unique car il est le « Hors-Destin ».

## Anecdotes

### La chevelure de Cellendhyll
Si la couleur argentée (trait caractéristique des Adhans) des cheveux de Cellendhyll est clairement établie dès le départ, la question de leur longueur divise les fans. En effet, certains, se basant sur la couverture originale de Julien Delval, estiment que l'Adhan a les cheveux longs. D'autres - dont l'auteur lui-même - considèrent qu'il les a courts.
Une chose est sûre, néanmoins. Au début du deuxième tome, Cellendhyll montre des signes de laisser-aller, il se laisse notamment pousser les cheveux, il les porte longs durant cette période, donc. D'ailleurs, cela le gêne  pour combattre et il doit se résoudre à les attacher - sous les quolibets de Gheritarish. Par la suite, ils sont coupés par Devora. À aucun autre moment dans l'histoire, Cellendhyll se trouve gêné par ses cheveux, ce qui montrerait que la chevelure longue est tout à fait exceptionnelle.
Il semblerait donc que Cellendhyll possède les cheveux courts en temps normal mais qu'il lui est arrivé - au moins une fois - de les porter longs. À noter qu'il existe une nouvelle couverture du tome 1, toujours dessinée par Julien Delval, où Cellendhyll est représenté cheveux courts. De même, la couverture du tome 6 (du même Julien Delval) montre également un Cellendhyll aux cheveux courts.
Après relecture, il s'avère que l'auteur précise bien dans L'Ange du Chaos que Cellendhyll a les cheveux courts.
Dans le tome 9 chapitre premier, dès la première page il est indiqué "Le second. Plus grand. Plus mince. Un athlète. Les cheveux très courts, argentés, le teint halé.".

## Adaptation
Depuis quelques années, il est question d'adapter l'univers de L'Agent des ombres en bande dessinée. Il ne s'agirait pas d'une adaptation des romans déjà sortis mais d'aventures inédites de Cellendhyll. L'auteur Michel Robert et l'illustrateur Julien Delval travailleraient de concert à ce projet. Si le projet est toujours d'actualité, il ne devrait pourtant pas se réaliser dans l'immédiat[Quand ?].